# Стритор (Илиноис)
Стритор (енгл. Streator) град је у америчкој савезној држави Илиноис. По попису становништва из 2010. у њему је живело 13.710 становника.

## Демографија
Према попису становништва из 2010. у граду је живело 13.710 становника, што је 480 (3,4%) становника мање него 2000. године.
| Група             | 2000.          | 2010.          |
| Белци             | 12.753 (89,9%) | 11.680 (85,2%) |
| Афроамериканци    | 292 (2,1%)     | 340 (2,5%)     |
| Азијати           | 70 (0,5%)      | 60 (0,4%)      |
| Хиспаноамериканци | 942 (6,6%)     | 1.422 (10,4%)  |
| Укупно            | 14.190         | 13.710         |